# Тюдоры
Дом Тюдо́ров (англ. House of Tudor, валл. Tuduriaid) — королевский дом по преимуществу валлийского происхождения, занимавший английский престол с 1485 по 1603 годы. Вёл происхождение от Тюдоров из Пенминида и Екатерины Валуа. Монархи династии Тюдоров правили королевством Англия и его владениями, включая родовой Уэльс и Ирландию (позднее королевство Ирландия) в течение 118 лет, ими были: Генрих VII, Генрих VIII, Эдуард VI, Джейн Грей, Мария I и Елизавета I. Тюдоры сменили династию Плантагенетов в качестве правителей королевства Англии, а на смену им пришёл дом Стюартов. Первый монарх из Тюдоров — Генрих VII Английский — происходил по линии матери от узаконенной ветви английского королевского дома Ланкастеров, ответвления Плантагенетов. Семейство Тюдоров из Пенминида пришло к власти и положило начало эпохе Тюдоров после войны Алой и Белой розы (1455—1487), в результате которых основной дом Ланкастеров (с которым и были связаны Тюдоры) прервался по мужской линии.
Генриху VII удалось представить себя кандидатом не только для традиционных сторонников Ланкастеров, но и для недовольных сторонников дома-соперника — Плантагенетов из дома Йорков — и он занял трон по праву завоевания. После победы в битве при Босворте (22 августа 1485 года) он укрепил позиции в 1486 году, исполнив свой обет 1483 года и женившись на Елизавете Йоркской, дочери Эдуарда IV, и тем самым символически объединив прежде враждовавшие фракции Ланкастеров и Йорков под властью новой династии. Тюдоры распространили власть за пределы современной Англии, добившись полного союза Англии и княжества Уэльского в 1542 году и успешно утвердив английскую власть над королевством Ирландией (провозглашённым актом об ирландской Короне 1542 года). Они также поддерживали номинальные претензии Англии на королевство Франции; хотя ни один из них и не сделал этого по существу, однако Генрих VIII вёл войны с Францией, пытаясь вернуть себе этот титул. После него его дочь Мария I навсегда потеряла контроль над всей территорией Франции после осады Кале в 1558 году.
В общей сложности монархи династии Тюдоров правили чуть более века. Генрих VIII (правил 1509—1547) был единственным сыном Генриха VII, дожившим до совершеннолетия. Вопросы королевской преемственности (включая брак и права женщин на наследование) стали основными политическими темами в эпоху Тюдоров, равно как и английская Реформация, повлиявшая на будущее монархического правления. Когда Елизавета I умерла бездетной, шотландский дом Стюартов стал королевской семьёй Англии благодаря Объединению корон от 24 марта 1603 года. Первый Стюарт, ставший королём Англии и правивший в период с 1603 по 1625 годы, — Яков VI и I — происходил от старшей дочери Генриха VII Маргариты Тюдор, которая в 1503 году вышла замуж за короля Шотландии Якова IV в соответствии с договором о вечном мире от 1502 года.

## Восхождение на престол
Тюдоры происходили от короля Эдуарда III по материнской линии Генриха VII от Джона Бофорта, 1-го графа Сомерсета, одного из детей английского аристократа XIV века Джона Гонта, третьего выжившего сына Эдуарда III. Матерью Бофорта была давняя любовница Гонта Екатерина Суинфорд.
Потомки незаконнорождённых детей английской королевской семьи обычно не претендовали на трон, хотя Гонт и Суинфорд в конце концов поженились в 1396 году, когда Джону Бофорту было 25 лет. Затем церковь задним числом объявила Бофортов законными наследниками посредством папской буллы в том же году, подтверждённой парламентским актом 1397 года. Последующее объявление Джоном Гонтом сына от бывшей жены Бланки Ланкастерской, королём Генрихом IV, также признавало легитимность Бофортов, однако объявляло эту линию неприемлемой для престола.
Тем не менее Бофорты находились в тесном союзе с потомками Гонта от его первого брака, домом Ланкастеров, во время гражданских войн, известных под названием войн Алой и Белой розы. Однако происхождение от Бофортов ещё не делало Генриха Тюдора (Генриха VII) наследником престола, как и тот факт, что мать его отца, Екатерина Валуа, являлась английской королевой (хотя это на самом деле сделало Генриха VII наследником престола).
Законным требованием было требование жены Генриха Тюдора, Елизаветы Йоркской, как дочери Эдуарда IV и потомка второго сына Эдуарда III, Лайонела, герцога Кларенса, а также его четвёртого сына, Эдмунда, герцога Йоркского. Поскольку у неё не было оставшихся в живых братьев, значит, у Елизаветы были самые сильные претензии на корону, но, хотя она и стала королевой-супругой, она не правила в качестве правящей королевы; последняя попытка женщины править самостоятельно закончилась катастрофой, когда мать Генриха II, королева Матильда, и дядя Генриха II, Стефан, король Англии, ожесточённо сражались за трон в XII веке.

### Семейные связи и Войны Роз
Однако у Генриха Тюдора было то, чего не было у других. У него имелась армия, которая победила последнего короля из династии Йорков, Ричарда III, на поле битвы, а также поддержка могущественной знати для захвата короны по праву завоевания. То, как Ричард III взошёл на престол, вызывало споры даже среди влиятельных сторонников династии Йорков.
Генрих Тюдор, ставший Генрихом VII, и его сын от Елизаветы Йоркской, Генрих VIII, устранили других претендентов на престол, в том числе его троюродную сестру, Маргарет Поул, графиню Солсбери и её семью. Выжил лишь Реджинальд Поул, однако он был кардиналом католической церкви и не имел наследников. Позже он стал архиепископом Кентерберийским при дочери Генриха VIII, католичке Марии I.
1 ноября 1455 года внучка Джона Бофорта, Маргарет Бофорт, вышла замуж за сводного брата Генриха VI по материнской линии Эдмунда Тюдора, 1-го графа Ричмонда. Именно его отец, Оуэн Тюдор (валл. Owain ap Maredudd ap Tudur ap Goronwy ap Tudur ap Goronwy ap Ednyfed Fychan), отказался от валлийской практики наделения отчествами и взял неизменяемую фамилию. После этого он выбрал не имя отца, (как было в обычае) Маредадд, но вместо этого выбрал имя деда, Тюдура ап Горонви.
Это имя иногда пишется Tewdwr, это валлийская форма имени Theodore, но в современном валлийском языке Tudur, древневаллийское Tutir изначально был не вариант, но другое и совершенно не связанное с этим имя, этимологически идентичное галльскому Toutorix, от прото-кельтского *toutā «народ, племя» и *rīxs «король» (ср. нововалл. tud «территория» и rhi «король» соответственно), соответствующие германскому Theodoric.
Оуэн Тюдор был одним из телохранителей вдовствующей королевы Екатерины Валуа, чей муж Генрих V умер в 1422 году. Данные свидетельствуют об их тайном браке в 1429 году. Два сына, рождённые от их брака, Эдмунд и Джаспер, были одними из наиболее верных сторонников дома Ланкастеров в борьбе против дома Йорков.
Генрих VI возвысил своих сводных братьев: Эдмунд стал графом Ричмондом 15 декабря 1449 года и женился на леди Маргарет Бофорт, правнучке Джона Гонта, прародителя дома Ланкастеров; Джаспер стал графом Пембрук 23 ноября 1452 года. Эдмунд умер 3 ноября 1456 года. 28 января 1457 года его вдова Маргарет, которой только что исполнилось 14 лет, родила сына Генриха Тюдора в замке Пембрук, принадлежавшем её зятю.
Генрих Тюдор, будущий Генрих VII, провёл детство в замке Раглан, в доме Уильяма Герберта, графа Пембрука, ведущего йоркиста. После убийства Генриха VI и смерти его сына Эдуарда в 1471 году Генрих стал человеком, на котором основывалась борьба Ланкастеров. Обеспокоенный за жизнь молодого племянника, Джаспер Тюдор ради безопасности отвёз Генриха в Бретань.
Маргарет осталась в Англии и вновь вышла замуж, живя спокойно и усиливая дело Ланкастеров (и своего сына). Воспользовавшись растущей непопулярностью Ричарда III (короля Англии с 1483 года), она смогла заключить союз с недовольными йоркистами в поддержку сына. Через два года после коронации Ричарда III Генрих и Джаспер отплыли от Сены к водному пути Милфорд-Хейвен и победили Ричарда III в битве при Босворте (22 августа 1485 года). После этой победы Генрих Тюдор и провозгласил себя королём Генрихом VII.

## Генрих VII

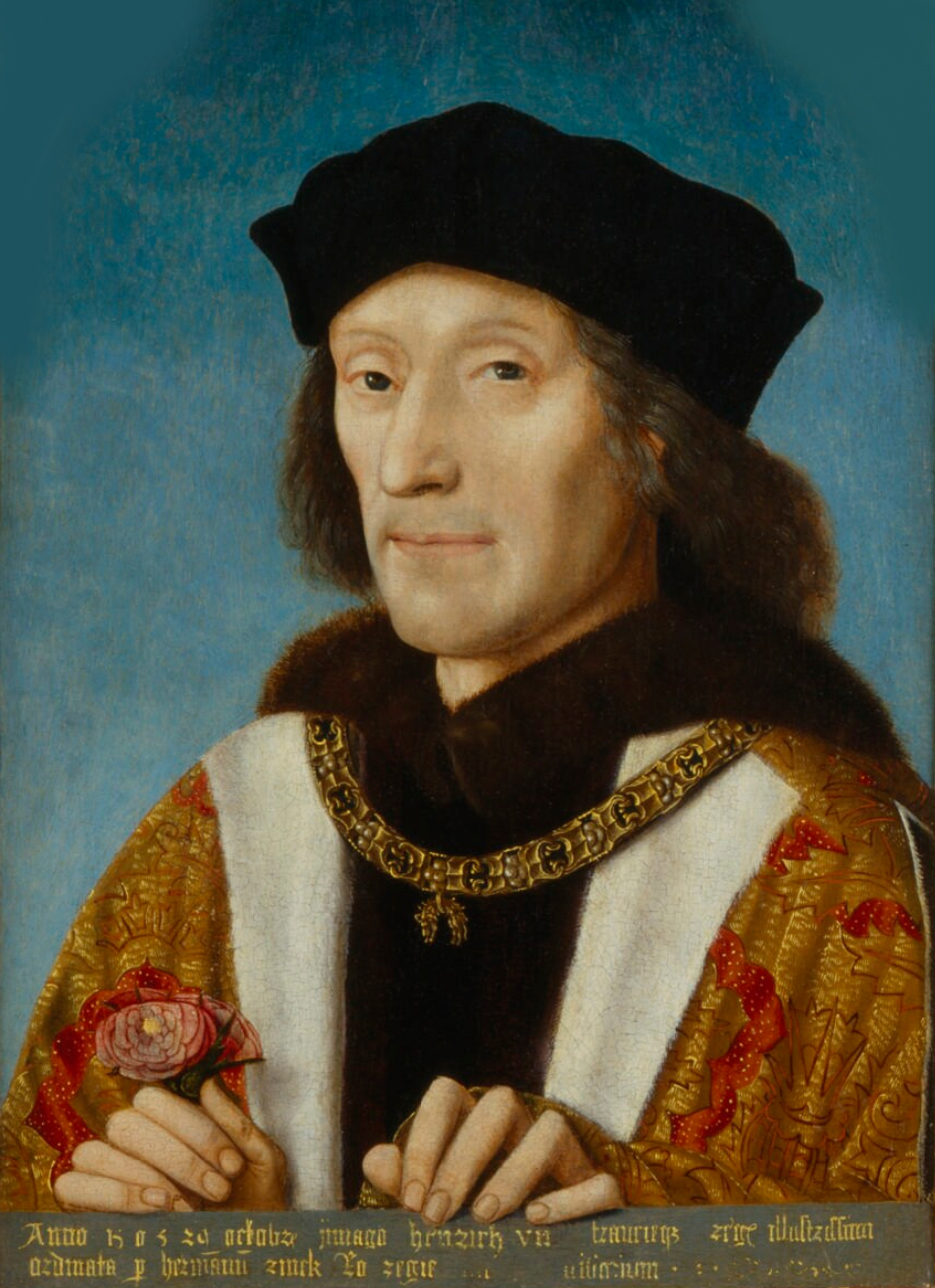
Король Генрих VII, основатель королевского дома Тюдоров

Став королём в 1485 году, Генрих VII быстро закрепился на троне. 18 января 1486 года в Вестминстере он выполнил обещание, данное им тремя годами ранее, и женился на Елизавете Йоркской (дочери короля Эдуарда IV). Они были троюродными братом и сестрой, поскольку оба являлись праправнуками Джона Гонта. Этот брак объединил враждующие дома Ланкастеров и Йорков и дал детям королевской пары серьёзные права на трон. Объединение двух домов посредством этого брака и символизирует геральдическая эмблема розы Тюдоров, сочетание белой розы Йорков и алой розы Ланкастеров.
У Генриха VII и Елизаветы Йоркской было несколько детей, четверо из которых пережили младенчество:
- Артур, принц Уэльский (1486—1502)
- Генрих, герцог Йоркский (1491—1547)
- Маргарет (1489—1541), вышла замуж за Якова IV Шотландского
- Мария (1496—1533), вышла замуж за Людовика XII Французского

Внешняя политика Генриха VII преследовала цель обеспечения династической безопасности: свидетельством тому был союз, заключённый в результате замужества его дочери Маргариты с Яковом IV Шотландским в 1503 году, а также брак его старшего сына. В 1501 году Генрих VII женил принца Артура на Екатерине Арагонской, скрепив союз с испанскими монархами Фердинандом II Арагонским и Изабеллой I Кастильской. Медовый месяц молодожёны провели в замке Ладлоу, традиционной резиденции принца Уэльского. Однако через шесть месяцев после свадьбы Артур умер, оставив наследником младшего брата Генриха. Генрих VII получил папскую диспенсацию, позволявшую принцу Генриху жениться на вдове Артура; однако Генрих VII отложил эту свадьбу.
Генрих VII ограничил своё участие в европейской политике. Он участвовал в войне только дважды: один раз в 1489 году во время французско-бретонской войны и вторжения в Бретань, а также в 1496—1497 годах, мстя за шотландскую поддержку Перкина Уорбека и за шотландское вторжение в северную Англию. Генрих VII заключил мир с Францией в 1492 году, и война против Шотландии была прекращена из-за корнуэльского восстания 1497 года. Генрих VII заключил мир с Яковом IV в 1502 году, что и подготовило почву для брака его дочери Маргариты.
Одной из главных забот Генриха VII во время его правления было накопление средств в королевской казне. Англия никогда не была одной из самых богатых европейских стран, а после войны Алой и Белой розы это стало как никогда верно. Благодаря строгой денежной стратегии он смог оставить значительную сумму денег в казне своему сыну и преемнику Генриху VIII. Хотя ведутся споры о том, был ли Генрих VII великим королём, он, безусловно, был успешен, хотя бы потому, что восстановил финансы страны, укрепив судебную систему и успешно устранив всех прочих претендентов на трон, тем самым ещё больше закрепив его за своим наследником.

## Генрих VIII

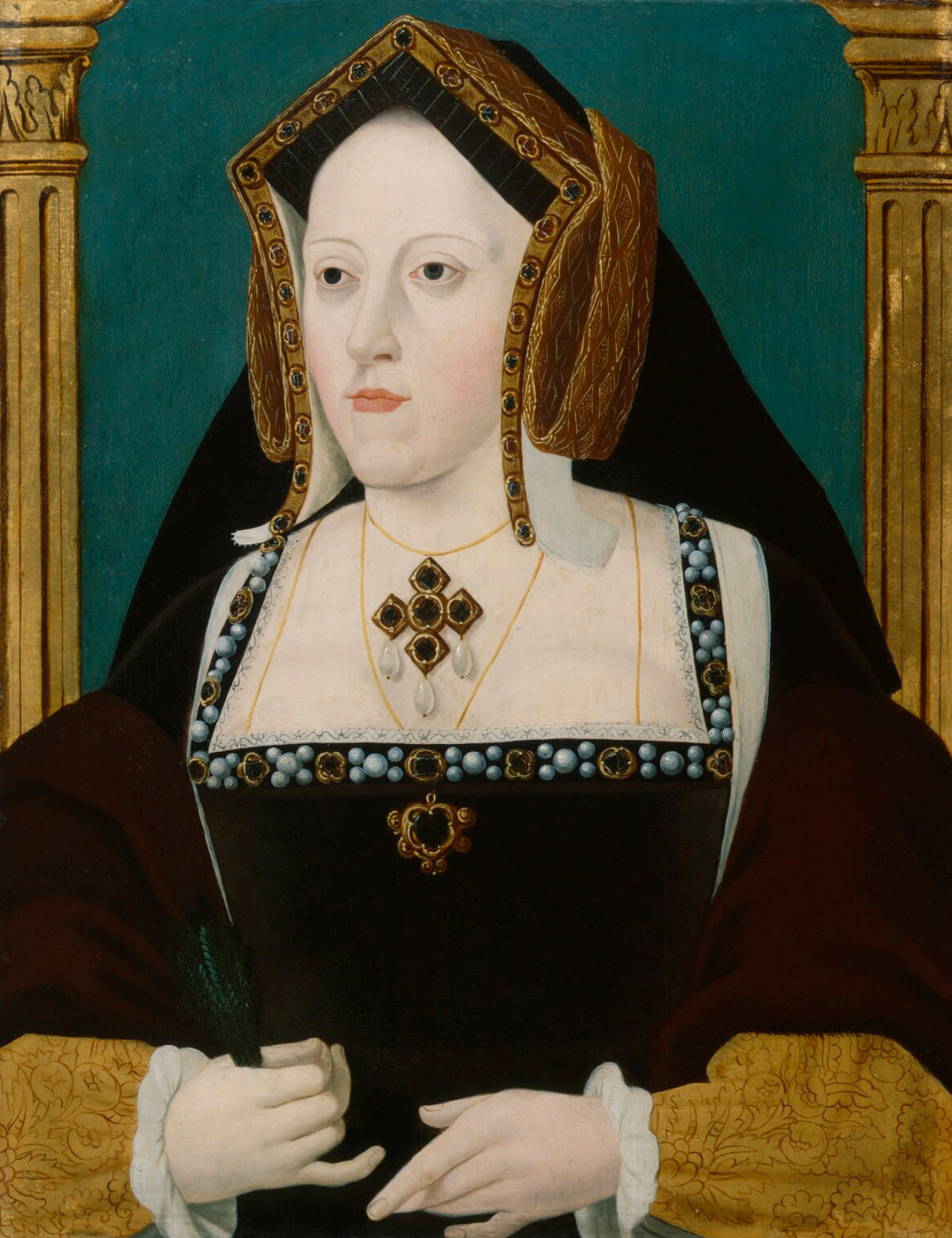
Екатерина Арагонская: англиканская церковь аннулировала её брак после того, как она не произвела на свет наследника мужского пола для династии Тюдоров

Новый король Генрих VIII вступил на престол 22 апреля 1509 года. Он женился на Екатерине Арагонской 11 июня 1509 года; они были коронованы в Вестминстерском аббатстве 24 июня того же года. Екатерина была женой старшего брата Генриха Артура, умершего в 1502 году; этот факт с самого начала сделал их брак непростым. Чтобы Генрих мог жениться на Екатерине, должна была быть предоставлена папская диспенсация, и переговоры о ней заняли некоторое время. Несмотря на то, что отец Генриха умер до его женитьбы на Екатерине, он всё равно был полон решимости жениться на ней и доказать всем, что он намерен сам распоряжаться своими делами.
Когда Генрих взошёл на трон, то очень мало интересовался правлением; скорее он предпочитал предаваться роскоши и заниматься спортом. Он позволил другим управлять королевством в течение первых двух лет своего правления, а затем, став больше интересоваться военной стратегией, он стал более вовлечён в управление своим королевством. В молодые годы Генрих описывается как человек мягкий и дружелюбный, учтивый в спорах и ведущий себя больше как компаньон, нежели чем король. Он был высок, красив, культурен, щедр на подарки и любовь, и с ним было легко ладить. Генрих во всеобщем представлении — это Генрих в поздние годы, когда он стал тучен, непостоянен и прославился своей жестокостью.
Екатерина не родила Генриху сыновей, в которых он так отчаянно нуждался; первый ребёнок, дочь, была мертворождённой, а второй ребёнок, сын по имени Генри, герцог Корнуоллский, умер через 52 дня после рождения. Затем последовало ещё несколько мертворождённых детей, пока в 1516 году не родилась дочь Мария. Когда Генриху стало ясно, что линия Тюдоров находится в опасности, он посоветовался со своим главным министром кардиналом Томасом Уолси о возможности аннулирования брака с Екатериной. Наряду с беспокойством Генриха по поводу того, что у него не будет наследника, его двору также было ясно, что он устал от стареющей жены, которая была на шесть лет старше его. Уолси посетил Рим, где он надеялся получить согласие папы на аннулирование брака. Однако Святой Престол не захотел отменять прежнюю папскую диспенсацию и чувствовал сильное давление со стороны племянника Екатерины, Карла V, императора Священной Римской империи, в поддержку своей тётки. Екатерина оспаривала судебное разбирательство, после чего последовала затянувшаяся судебная тяжба. Уолси впал в немилость в 1529 году из-за того, что ему не удалось добиться аннулирования, и Генрих назначил Томаса Кромвеля на его место примерно в 1532 году.
Несмотря на то, что ему не удалось достичь результатов, которых ожидал Генрих, Уолси активно добивался аннулирования брака (в то время развод был синонимичен аннулированию). Однако Уолси никогда не планировал, что Генрих женится на Анне Болейн, в которую король влюбился в то время, как она служила фрейлиной в свите королевы Екатерины. Неясно, насколько Уолси действительно стал катализатором английской Реформации, однако совершенно ясно, что желание Генриха жениться на Анне Болейн ускорило раскол с Римом. Беспокойство Генриха о наследнике ради сохранения семейной линии и повышения безопасности своей жизни рано или поздно побудило бы его попросить о разводе, независимо от того, ускорила ли это сама Анна или нет. Лишь внезапная смерть Уолси в Лестере 29 ноября 1530 года во время его путешествия в лондонский Тауэр спасла его от публичного унижения и неизбежной казни, которой он бы подвергся после прибытия в Тауэр.

### Разрыв с Римом

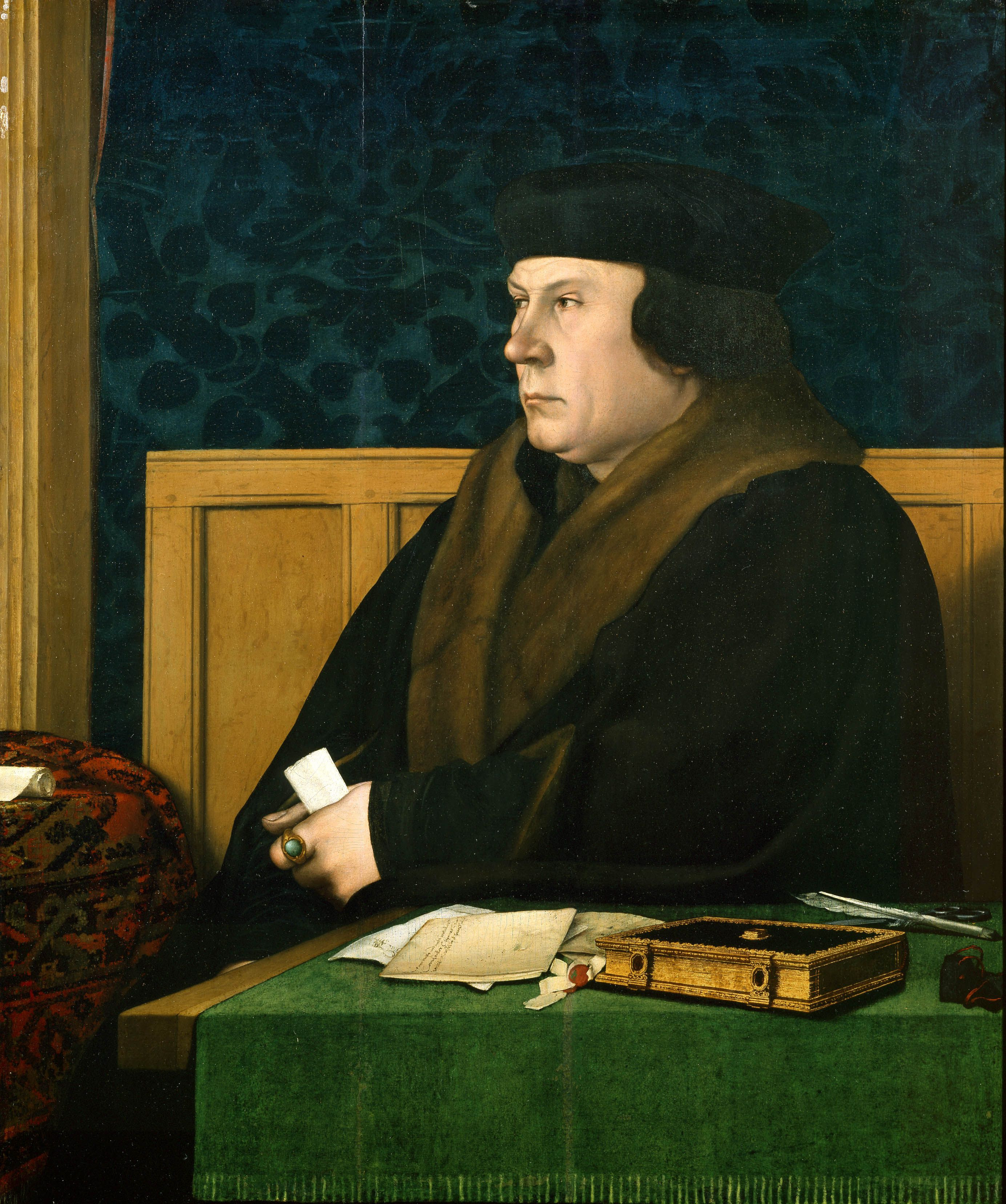
Томас Кромвель, 1-й граф Эссекс, главный министр Генриха VIII, ответственный за роспуск монастырей

Чтобы позволить Генриху развестись с женой и жениться на Анне Болейн, английский парламент принял законы, разрывавшие связи с Римом и объявлявшие короля верховным главой англиканской церкви (со времён Елизаветы I монарх также именовался Верховным правителем Церкви Англии), тем самым церковная структура Англии отделялась от католической церкви и от папы. Недавно назначенный архиепископом Кентерберийским Томас Кранмер смог тогда объявить брак Генриха с Екатериной аннулированным. Екатерину отстранили от двора, и последние три года своей жизни она провела в разных английских домах под «опекой», похожей на домашний арест. Это позволило Генриху жениться на одной из фрейлин: Анне Болейн, дочери дипломата и придворного сэра Томаса Болейна. Анна забеременела к концу 1532 года и 7 сентября 1533 года родила дочь, принцессу Елизавету, названную в честь матери Генриха. У Анны могли быть и более поздние беременности, закончившиеся выкидышем или мертворождением. В мае 1536 года Анна была арестована вместе с шестью придворными. Томас Кромвель снова вмешался, заявив, что у Анны имелись любовники во время брака с Генрихом, и её судили за государственную измену и инцест; эти обвинения, скорее всего, были сфабрикованы, но она была признана виновной и казнена в мае 1536 года, как и арестованные вместе с нею дворяне, среди которых был и её брат, Джордж Болейн.

### Протестантский союз

Генрих VIII Английский: ссоры Генриха с папой привели к созданию Закон об Ассамблее англиканской церкви (полномочия) 1919 года

Генрих женился в третий раз, на этот раз на Джейн Сеймур, дочери рыцаря из Уилтшира, в которую он влюбился, когда она была ещё фрейлиной королевы Анны. Джейн забеременела и в 1537 году родила сына, ставшего королём Эдуардом VI после смерти Генриха в 1547 году. Джейн умерла от послеродовой горячки всего несколько дней после родов, оставив Генриха опустошённым. Кромвель продолжал завоёвывать расположение короля, разработав и продвинув законы в Уэльсе, объединявшие Англию и Уэльс.
В 1540 году Генрих женился в четвёртый раз на дочери немецкого герцога-протестанта Анне Клевской, таким образом заключив союз с протестантскими германскими государствами. Генрих не желал опять жениться, особенно на протестантке, но он укрепился в своём желании после того, как придворный художник Ганс Гольбейн Младший показал ему её прекрасный портрет. Она прибыла в Англию в декабре 1539 года, и Генрих отправился в Рочестер для того чтобы встретить её 1 января 1540 года. Хотя историк Гилберт Бёрнет и утверждал, что Генрих называл её Фламандской кобылой (англ. Flanders Mare), нет никаких доказательств этих слов; придворные послы, ведшие переговоры о браке, восхваляли её красоту. Каковы бы ни были обстоятельства, их брак распался, и Анна согласилась на мирное расторжение брака, приняла титул «Миледи, сестра короля» (My Lady, the Kings Sister) и получила объёмную компенсацию за развод, включавшую в себя Ричмондский дворец, замок Хивер и множество других поместий по всему королевству. Хотя этот союз имел смысл с точки зрения внешней политики, Генрих всё равно был возмущён и оскорблён обстоятельствами своего четвёртого брака. Король решил обвинить Кромвеля в этом провале и приказал обезглавить его 28 июля 1540 года. Генрих сдержал слово и позаботился об Анне в последние годы своей жизни; однако после его смерти Анна столкнулась с крайними финансовыми трудностями, потому что советники Эдуарда VI отказывались давать ей какие-либо средства и конфисковали подаренные ей владения. Она умоляла брата позволить ей вернуться домой, однако он послал лишь нескольких агентов, пытавшихся помочь ей в её ситуации, и отказался дать ей добро на возвращение домой. Анна умерла 16 июля 1557 года в поместье Челси.

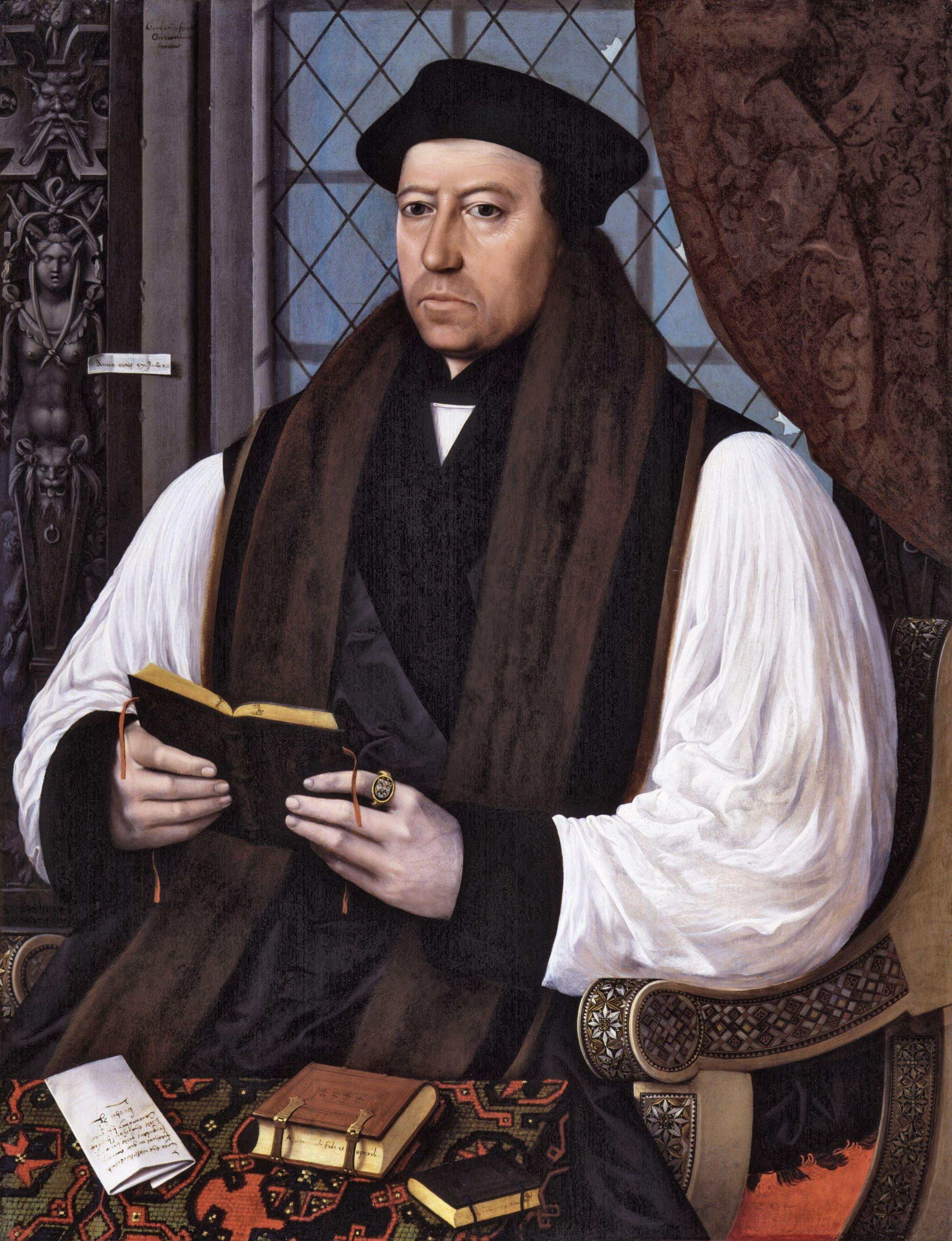
Томас Кранмер, первый протестантский архиепископ Кентерберийский при Генрихе VIII, ответственный за первое издание Книги общих молитв во время правления Эдуарда VI

Пятый брак был заключён с католичкой Кэтрин Говард, племянницей Томаса Говарда, 3-го герцога Норфолка. Норфолк способствовал продвижению Кэтрин при дворе в надежде, что она убедит Генриха восстановить католическую религию в Англии. Генрих называл её своей «розой без шипов» (rose without a thorn), однако брак закончился неудачей. Генрих увлёкся Кэтрин ещё до окончания его брака с Анной, когда та была ещё фрейлиной в свите королевы. Кэтрин была молода и жизнерадостна, однако возраст Генриха ослабил его половое желание; он предпочитал скорее восхищаться женой, что вскоре наскучило Кэтрин. Вынужденная выйти замуж за непривлекательного, тучного мужчину старше её на более чем 30 лет, она никогда не хотела быть женой короля и во время брака якобы завела роман с его фаворитом Томасом Калпепером. На допросе Кэтрин сначала всё отрицала, однако в конце концов созналась в неверности и добрачных связях с другими мужчинами. Генрих был сначала в ярости, угрожал замучить её до смерти, но позже его охватили горе и жалость к самому себе. Её обвинили в государственной измене и обезглавили 13 февраля 1542 года, разрушив надежды английских католиков на национальное примирение с католической церковью. Её казнь также положила конец власти семьи Говардов при королевском дворе.
Ко времени заключения ещё одного протестантского брака с последней женой, Катариной Парр, в 1543 году, советники-консерваторы, включая могущественного герцога Норфолка, уже растеряли всю власть и влияние. Сам же герцог всё ещё был убеждённым католиком, и его едва не убедили арестовать Катарину за проповедь Генриху лютеранских доктрин, пока она лечила его во время болезни. Однако ей удалось примириться с королём после того, как она поклялась, что спорила с ним о религии лишь для того, чтобы отвлечь от страданий, вызванных его язвенной ногой. Её стремление к миру также помогло Генриху примириться с его дочерьми Марией и Елизаветой и укрепило хорошие отношения между ней и наследным принцем Эдуардом.

## Эдуард VI: протестантское рвение

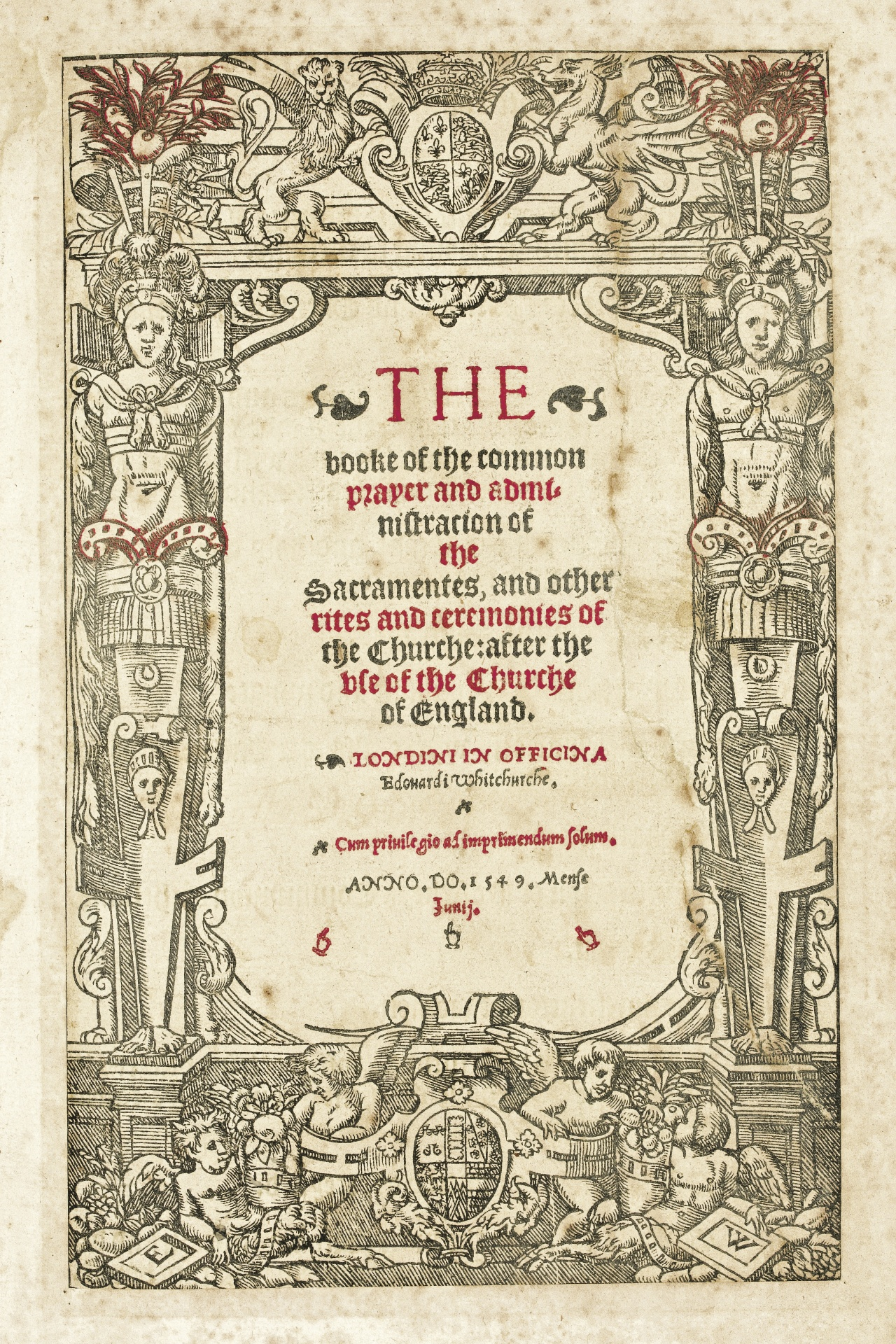
Титульный лист Книги общих молитв архиепископа Кранмера от 1549 года

Генрих умер 28 января 1547 года. Его завещание восстановило его дочерей от аннулированных браков с Екатериной Арагонской и Анной Болейн в порядке престолонаследия. Эдуард, его девятилетний сын от Джейн Сеймур, стал Эдуардом VI Английским. В государстве маленького короля царили беспорядки между дворянами, пытавшимися укрепить свои позиции в королевстве, используя это регентство в свою пользу.

### Англия герцога Сомерсета
Хотя Генрих и назначил группу людей, которые должны были исполнять обязанности регентов, пока Эдуард был несовершеннолетним, но Эдвард Сеймур, дядя Эдуарда, быстро получил полный контроль в свои руки и 15 февраля 1547 года провозгласил себя герцогом Сомерсетом. Его первенство в Тайном совете, наиболее высокопоставленном органе советников короля, не оспаривалось. Сомерсет стремился объединить Англию и Шотландию, женив Эдуарда на юной Марии, королеве Шотландии, и стремился насильственно навязать английскую Реформацию Шотландской церкви. Сомерсет привёл большую и хорошо оснащённую армию в Шотландию, где он и шотландский регент Джеймс Гамильтон, 2-й граф Арран, командовали армиями в битве при Пинки Клю 10 сентября 1547 года. Англичане выиграли ту битву, и после этого королева Шотландии Мария была тайно вывезена во Францию, где и была обручена с дофином, будущим королём Франциском II. Несмотря на разочарование Сомерсета по поводу несостоятельности шотландского брака, его победа при Пинки Клю сделала его положение более устойчивым.
Эдуарда VI научили необходимости провести религиозную реформу. В 1549 году было приказано издать Книгу общих молитв, содержащую формы богослужения для ежедневных и воскресных церковных служб. Эту спорную новую книгу не приветствовали ни реформаторы, ни консерваторы-католики; она в особенности осуждалась в Девоне и Корнуолле, где традиционная приверженность католицизму была наиболее сильна. В то время в Корнуолле многие люди могли говорить только на корнском языке, поэтому многие не понимали однообразных текстов английских Библий и церковных служб. Это вызвало восстание молитвенников, в ходе которого вокруг мэра собрались группы корнуоллских нонконформистов. Восстание обеспокоило Сомерсета, ныне лорда-протектора, и он послал армию для навязывания восстанию военного решения. Восстание ожесточило Корону против католиков. Страх перед католицизмом сосредоточился на старшей сестре Эдуарда, принцессе Марии, которая была набожной и благочестивой католичкой. Хотя её несколько раз вызывали в Тайный совет для того, чтобы заставить её отречься от своей веры и прекратить слушать католическую мессу, она отказалась. У Эдварда были хорошие отношения со его второй сестрой принцессой Елизаветой, которая была протестанткой, хотя и умеренной, однако они сделались натянутыми, когда Елизавету обвинили в романе с братом герцога Сомерсета, Томасом Сеймуром, 1-м бароном Сеймуром из Садли, мужем последней жены Генриха Катарины Парр. Елизавета была допрошена одним из советников Эдуарда, и в конце концов была признана невиновной, несмотря на вынужденные признания со стороны её слуг Кэт Эшли и Томаса Парри. Томас Сеймур был арестован и обезглавлен 20 марта 1549 года.

### Проблемы преемственности

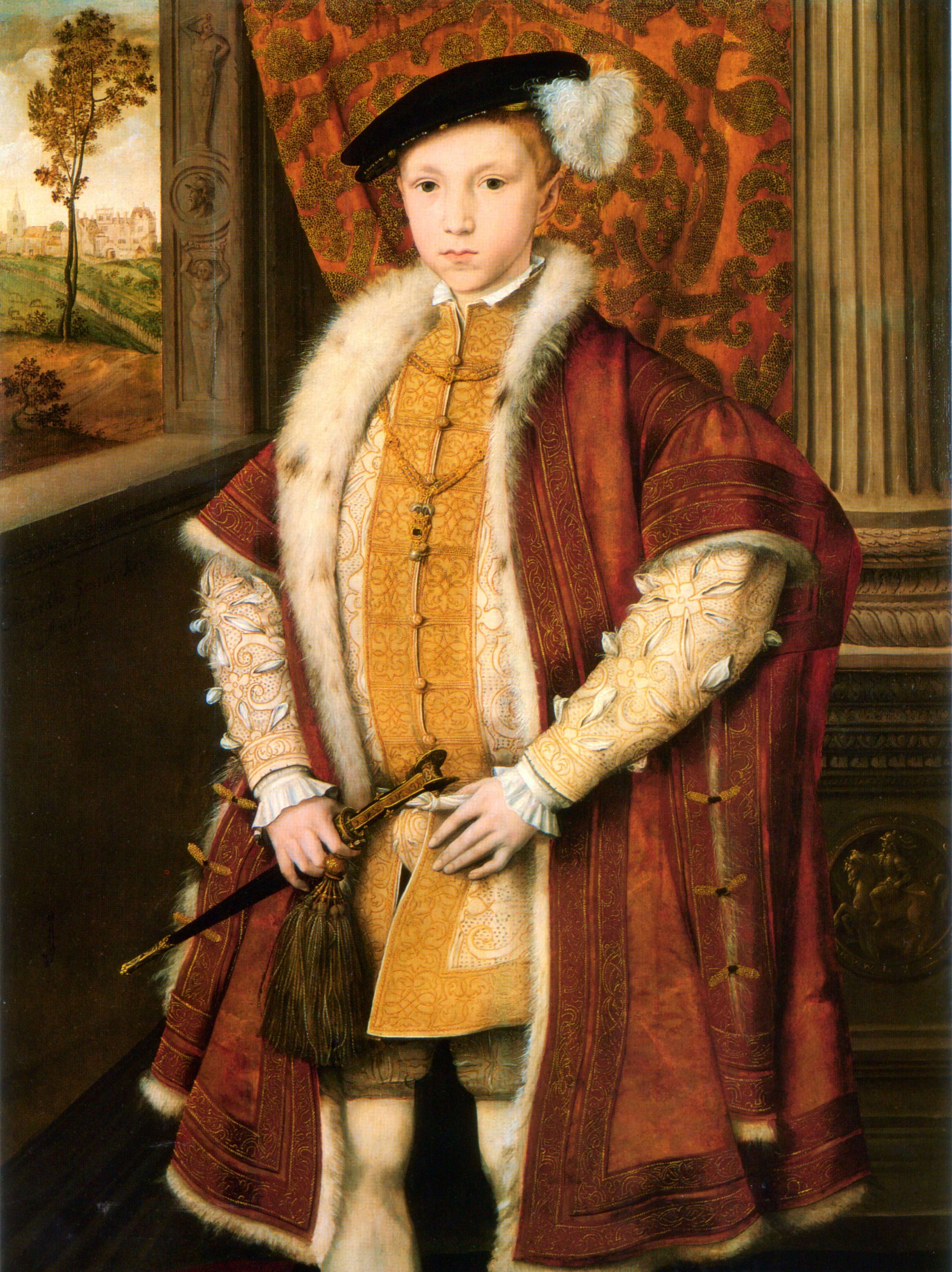
Маленький мальчик с большим умом: Эдуард VI, отчаянно нуждавшийся в преемнике-протестанте, изменил завещание своего отца, позволив леди Джейн Грей стать королевой

Лорд-протектор Сомерсет также терял расположение. После насильственного вывоза Эдуарда VI в Виндзорский замок, с намерением удерживать его в заложниках, Сомерсета отстранили от власти члены совета во главе с его главным соперником, Джоном Дадли, 1-м графом Уориком, вскоре провозгласившим себя герцогом Нортумберлендом. Нортумберленд фактически стал лордом-протектором, однако он не использовал этот титул, учась на ошибках своего предшественника. Нортумберленд был неистово амбициозен и стремился обеспечить протестантское единообразие, одновременно богатея землёй и деньгами. Он приказал лишить церкви всей их традиционной католической символики, что и привело к той простоте, которую сегодня нередко можно увидеть в англиканских церквях. В 1552 году была опубликована вторая редакция Книги общих молитв. Когда Эдуард VI заболел в 1553 году, его советники ожидали скорого вступления на престол принцессы-католички Марии и опасались, что она отменит все реформы, проведённые во время правления Эдуарда. Возможно, удивительно, что сам умирающий Эдуард опасался возвращения к католицизму и написал новое завещание, отменявшее завещание Генриха VIII от 1544 года. По условиям нового тестамента престол переходил к его кузине леди Джейн Грей, внучке младшей сестры Генриха VIII Марии Тюдор, которая после смерти Людовика XII во Франции в 1515 году вышла замуж за фаворита Генриха VIII Чарльза Брэндона, 1-го герцога Саффолка.
Со смертью Эдуарда VI прямая мужская линия дома Тюдоров оборвалась.

## Джейн: Девятидневная королева
Умирающий Эдуард VI под давлением Джона Дадли, герцога Нортумберленда, назвал своей преемницей свою кузину леди Джейн Грей из-за её пылких протестантских убеждений. Нежелание Эдуарда следовать линии преемственности, согласно которой его единокровная сестра принцесса Мария была следующей в очереди, проистекало из его понимания, что она как убеждённая католичка вернёт Англию в лоно католической церкви. Леди Джейн Грей постоянно была при дворе после того как её отец стал герцогом Саффолком в октябре 1551 года. Её мать, леди Фрэнсис Брэндон, была дочерью Марии Тюдор, королевы Франции, младшей сестры Генриха VIII. 21 мая 1553 года Джейн вышла замуж за сына Джона Дадли, лорда Гилфорда Дадли. Это было политическим шагом, организованным герцогом для гарантирования того, что протестантизм останется национальной религией, если Джейн сделается королевой. Эдуард умер 6 июля 1553 года, а 15-летняя Джейн, потерявшая сознание от этой новости, стала королевой 10 июля. Однако, несмотря на усилия герцога Нортумберленда и отца Джейн, герцога Саффолка, люди поддержали принцессу Марию, законную наследницу по завещанию Генриха VIII. 19 июля Саффолк убедил дочь передать трон, которого она никогда и не хотела, Марии. Сторонники Марии присоединились к ней в триумфальном шествии по Лондону в сопровождении младшей сестры, принцессы Елизаветы. Леди Джейн и её отец были арестованы за государственную измену и заключены в лондонский Тауэр. Её отец был помилован, однако его участие в восстании Уайатта вскоре после этого привело к его смерти. Джейн и её муж лорд Гилфорд были приговорены к смертной казни и обезглавлены 12 февраля 1554 года. Джейн было всего 16 лет, и то, как жестоко она утратила жизнь из-за трона, которого она никогда не желала, вызвало большое сочувствие у публики.

## Мария I: правление неспокойной королевы

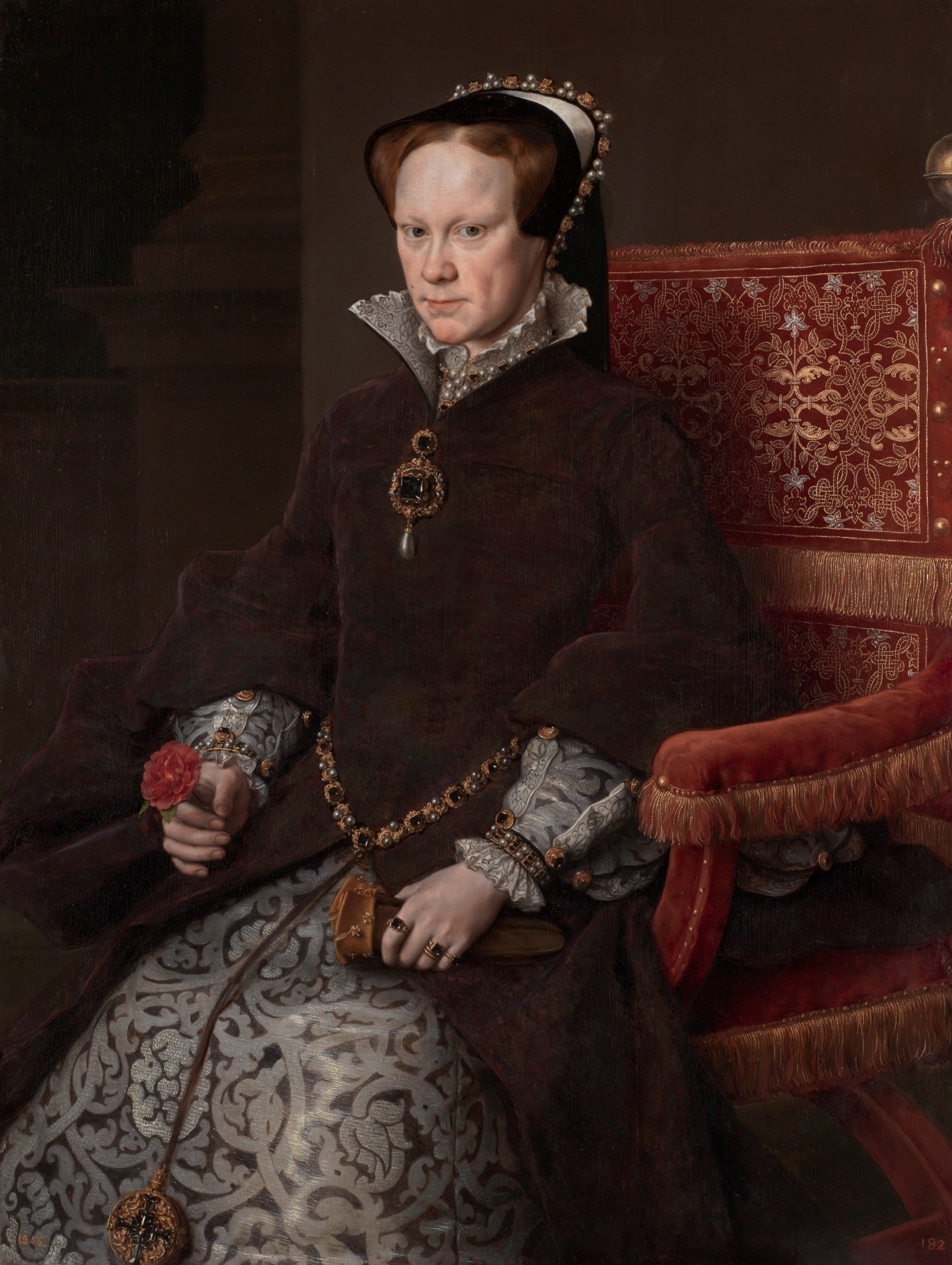
Мария I Английская, пытавшаяся вернуть Англию Римско-католической церкви

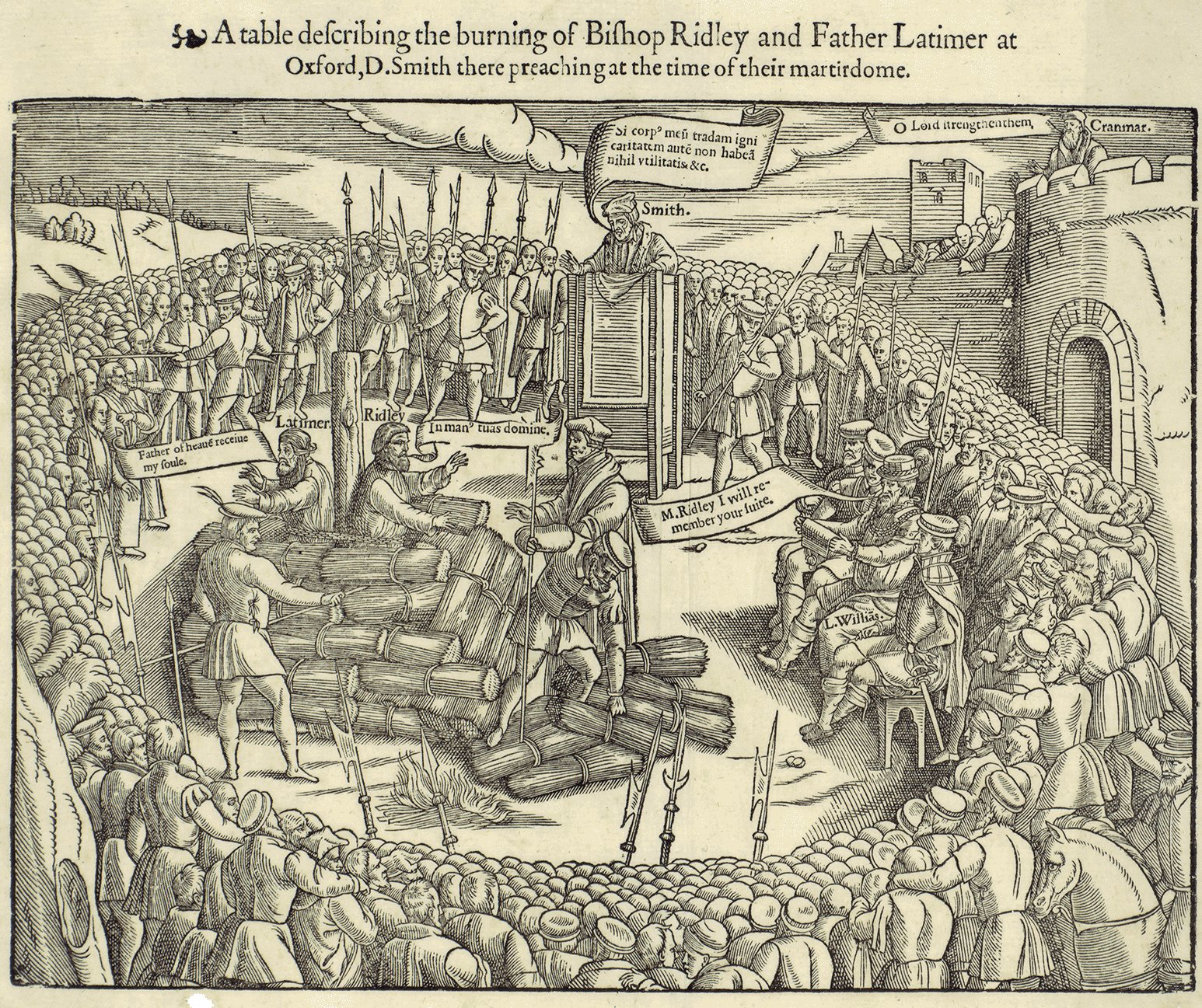
Протестантов Хью Латимера и Николаса Ридли сжигают на костре во время правления Марии

Вскоре Мария объявила о намерении выйти замуж за испанского принца Филиппа, сына племянника её матери, Карла V, императора Священной Римской империи. Перспектива брачного союза с Испанией оказалась непопулярна среди англичан, обеспокоенных тем, что Испания будет использовать Англию в качестве сателлита, вовлекая её в войны без народной поддержки. Народное недовольство росло; придворный протестант Томас Уайатт-младший возглавил восстание против королевы Марии, стремясь свергнуть её и заменить единокровной сестрой принцессой Елизаветой. Заговор был раскрыт, а сторонников Уайатта выследили и убили. Самого Уайатта пытали в надежде, что он даст показания против Елизаветы, дабы Мария могла казнить её за измену. Уайатт заявил о непричастности Елизаветы к заговору, и его обезглавили. Елизавета в течение двух месяцев оставалась в заключении в лондонском Тауэре, а затем была переведена под домашний арест в отдалённое поместье в Вудстоке.
Мария вышла замуж за Филиппа в Винчестерском соборе 25 июля 1554 года, и таким образом он стал королем по праву жены до её смерти. Филипп считал её непривлекательной и проводил с ней крайне мало времени. Несмотря на то что Мария по крайней мере дважды объявляла о своей беременности во время пятилетнего правления, она так и не родила детей. Опустошённая тем, что редко видит мужа, и обеспокоенная тем, что не может родить наследника католической Англии, Мария ожесточилась. В своей решимости вернуть Англию в католическую веру и защитить трон от протестантских угроз она приказала сжечь более 280 протестантов на костре во время гонений между 1555 и 1558 годами. Протестанты возненавидели её, назвав «Кровавой Мэри». Чарльзу Диккенсу принадлежат слова, что «эта женщина прославилась как кровавая королева Мария, и как кровавую королеву Марию её всегда будут вспоминать с ужасом и отвращением» (as bloody Queen Mary this woman has become famous, and as Bloody Queen Mary she will ever be remembered with horror and detestation).
Мечта Марии о новой католической линии Габсбургов закончилась, и её популярность снизилась ещё сильнее, когда она сдала Кале — последнее английское владение на французской земле — Франсуа де Гизу, 7 января 1558 года. Однако во время правления Марии была введена новая система чеканки монет, использовавшаяся до XVIII века, а её брак с Филиппом II создал новые торговые пути для Англии. Правительство Марии предприняло ряд шагов для снижения инфляции, бюджетного дефицита, бедности и торгового кризиса в королевстве. Она исследовала торговый потенциал российских, африканских и балтийских рынков, пересмотрела таможенную систему, работала над противодействием девальвации валюты её предшественников, объединила несколько налоговых судов и укрепила власть средних и крупных городов. Мария также приветствовала первого русского посла в Англии, впервые установив отношения между Англией и Россией. Если бы она прожила чуть дольше, католицизм, над восстановлением которого она так усердно трудилась, мог бы пустить и более глубокие корни. Однако её действия, направленные на достижение этой цели, возможно, тем сильнее подстегнули протестантское дело благодаря тому, что она способствовала гибели многих людей. Мария умерла 17 ноября 1558 года в относительно молодом возрасте 42 лет.

## Елизавета I: Эпоха интриг и заговоров

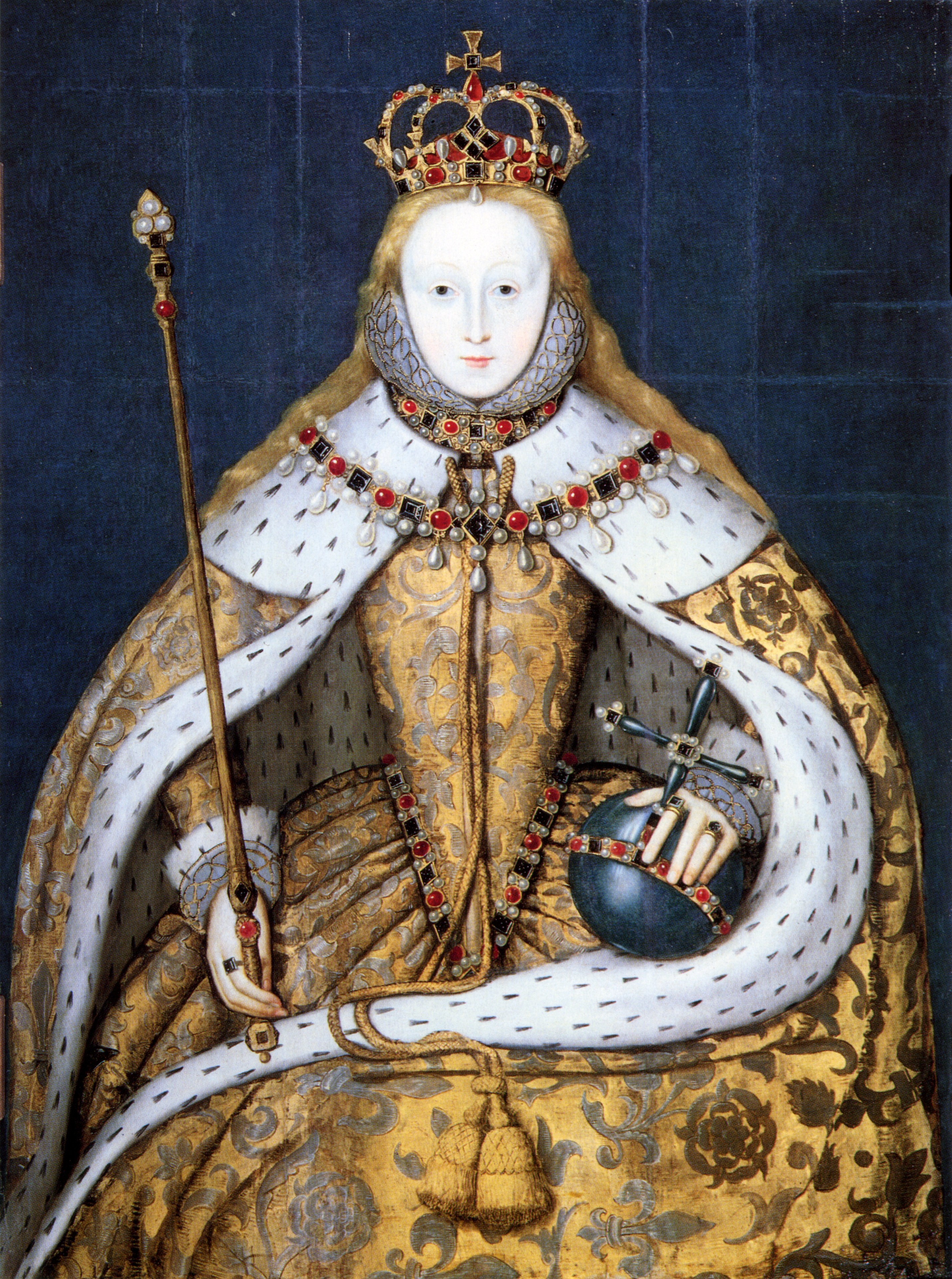
Елизавета I на коронации 15 января 1559 года

Елизавета I, жившая в Хэтфилд-хаусе во время своего вступления на престол, приехала в Лондон при всеобщей радости как высшего сословия, так и простых людей.
Когда Елизавета взошла на престол, среди членов совета, назначенного Марией, преобладал страх за свои судьбы, потому что многие из них (как отметил испанский посол) участвовали в ряде заговоров против Елизаветы, связанных с её заточением в Тауэр или принуждением выйти замуж за иностранного принца, и тем самым вынудить её покинуть королевство и даже подтолкнуть её к смерти. В ответ на их опасения она выбрала главным министром сэра Уильяма Сесила, протестанта и бывшего секретаря лорда-протектора герцога Сомерсета, а затем герцога Нортумберленда. При Марии его пощадили, и он часто навещал Елизавету якобы для проверки её счетов и расходов. Елизавета также назначила личного фаворита, сына герцога Нортумберленда, лорда Роберта Дадли, своим конюшим (Master of the Horse), предоставив ему постоянный доступ к королеве.

### Ранние годы
Елизавете предстоял долгий и тернистый путь к престолу. В детстве у неё был ряд проблем, главная из которых возникла после казни её матери, Анны Болейн. Когда Анну обезглавили, Генрих объявил Елизавету внебрачным ребёнком, и поэтому она не могла наследовать трон. После смерти отца её воспитывали его вдова Катарина Парр и её муж Томас Сеймур, 1-й барон Сеймур из Садли. Из-за домогательств Сеймура, усилившихся после смерти Катарины Парр (овдовевший Томас теперь намеревался жениться на принцессе), возник скандал, угрожавший репутации Елизаветы. На допросах она отвечала правдиво и смело, и все обвинения были сняты, однако Сеймур был впоследствии обвинён в государственной измене и казнён в марте 1549 года. Елизавета замечательно училась, хорошо знала латынь, французский, итальянский и немного греческий языки и была талантливой писательницей. Предполагалось, что она была ещё и очень искусным музыкантом, как в пении, так и в игре на лютне. После восстания Томаса Уайатта-младшего Елизавету заключили в лондонский Тауэр. Не удалось найти никаких доказательств того, что Елизавета была замешана в этом, и она была освобождена и удалилась в сельскую местность до времени смерти сестры Марии I Английской.

### Утверждение англиканской церкви
Елизавета была умеренной протестанткой; она была дочерью Анны Болейн, сыгравшей ключевую роль в английской Реформации в 1520-е годы. Её воспитывала Бланш Герберт. Во время коронации в январе 1559 года многие епископы — католики, назначенные Марией, изгнавшей многих протестантских священнослужителей, после её восшествия на престол в 1553 году, — отказались проводить церковные службы на английском языке. В конце концов церемонию проводил епископ Карлайла, Оуэн Оглторп; однако когда Оглторп попытался исполнить традиционные католические обряды на коронации, Елизавета встала и ушла. После коронации через парламент прошли два важных акта: Акт о единообразии и Акт о супрематии, учредившие протестантскую церковь Англии и назначившие Елизавету Верховной правительницей англиканской церкви (Верховный глава, Supreme head — титул, использовавшийся её отцом и братом, считался неуместным для женщины-правительницы). Эти акты, известные под общим названием Елизаветинское религиозное урегулирование, сделали обязательным посещение церковных служб каждое воскресенье и наложили на священнослужителей и государственных деятелей присягу признать англиканскую церковь, независимость англиканской церкви от католической церкви и власть Елизаветы как Верховной правительницы. Елизавета дала понять, что если они откажутся от присяги в первый раз, у них будет вторая возможность, после чего, если присяга не будет дана, нарушители будут лишены своих должностей и владений.

### Давление по вступлению в брак

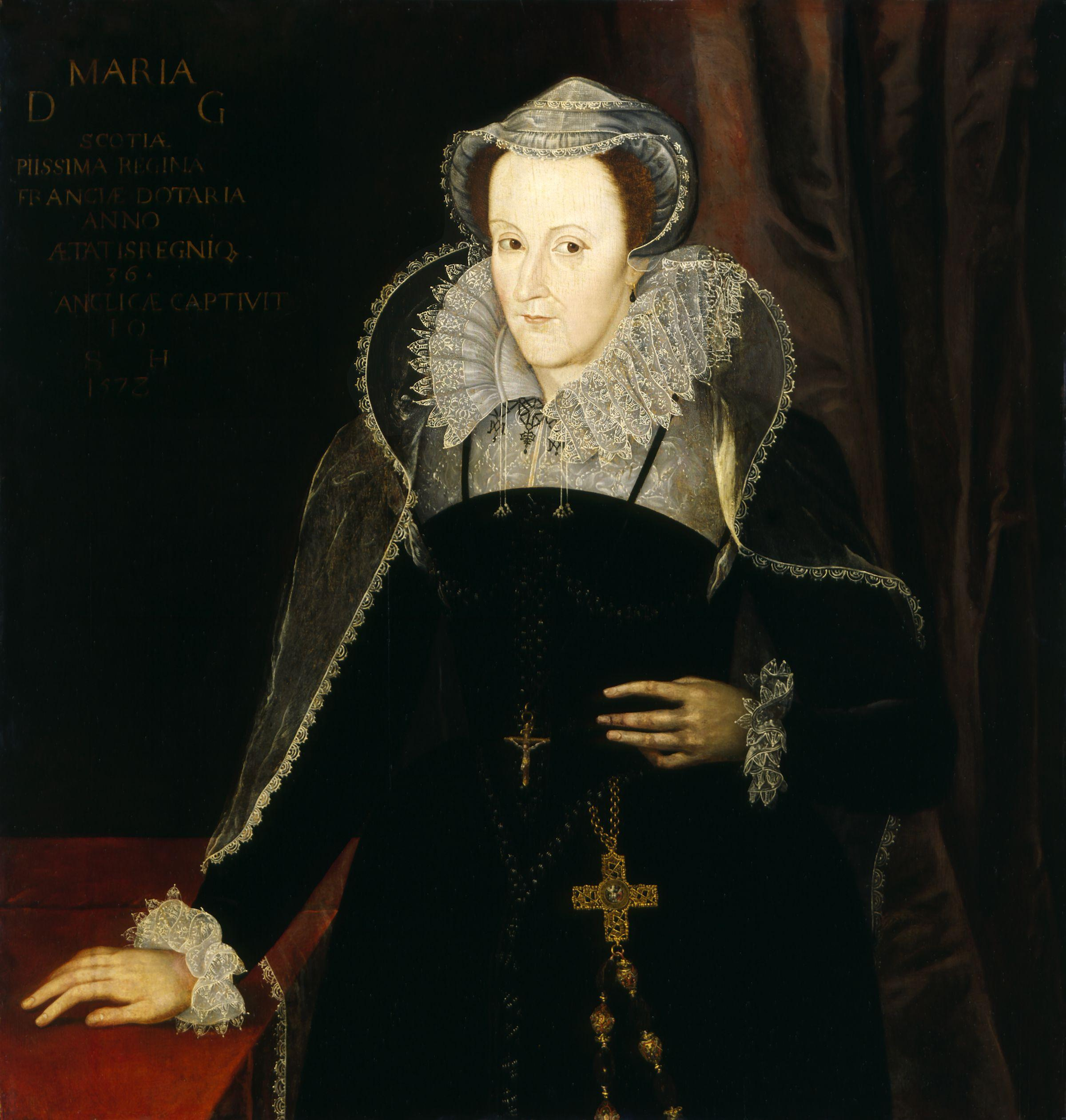
Мария Стюарт, вступившая в сговор с английской знатью, чтобы занять английский престол

Несмотря на то, что Елизавете было всего 25 лет, когда она взошла на престол, она была абсолютно уверена в том, что быть королевой — это право, данное ей Богом, а также, что её обязательства — это обязанности «слуги Господней». Она никогда никому не позволяла оспаривать свой авторитет королевы, хотя многие люди считали её слабой и нуждающейся в браке. Популярность Елизаветы была чрезвычайно высока, однако её Тайный совет, её парламент и подданные считали, что незамужняя королева должна взять себе мужа; было общепринято, что, как только правящая королева выходит замуж, муж освобождает женщину от бремени главы государства. Кроме того, без наследника могла прерваться линия Тюдоров; риск гражданской войны между соперничающими претендентами был возможен, если Елизавета умрёт бездетной. Многочисленные женихи почти со всех европейских стран отправили послов к английскому двору для предложения своих кандидатов. В 1564 году риск гибели династии был крайне высок, так как Елизавета заболела оспой; когда её состояние стало критическим, она назначила Роберта Дадли лордом-протектором на случай её смерти. После выздоровления она назначила Дадли в Тайный совет и сделала его графом Лестером, в надежде, что он женится на Марии Стюарт. Мария отвергла его и вместо этого вышла замуж за Генри Стюарта, лорда Дарнли, потомка Генриха VII, что давало ей более веские претензии на английский престол. Хотя многие католики были верны Елизавете, однако многие также считали, что, поскольку Елизавета была объявлена незаконнорождённой после аннулирования брака её родителей, то Мария была наиболее сильной из законных претенденток. Несмотря на это, Елизавета не назвала Марию своей наследницей; как она поняла по опыту правления своей предшественницы Марии I, оппозиция могла собраться вокруг наследника, если бы их разочаровало правление Елизаветы.

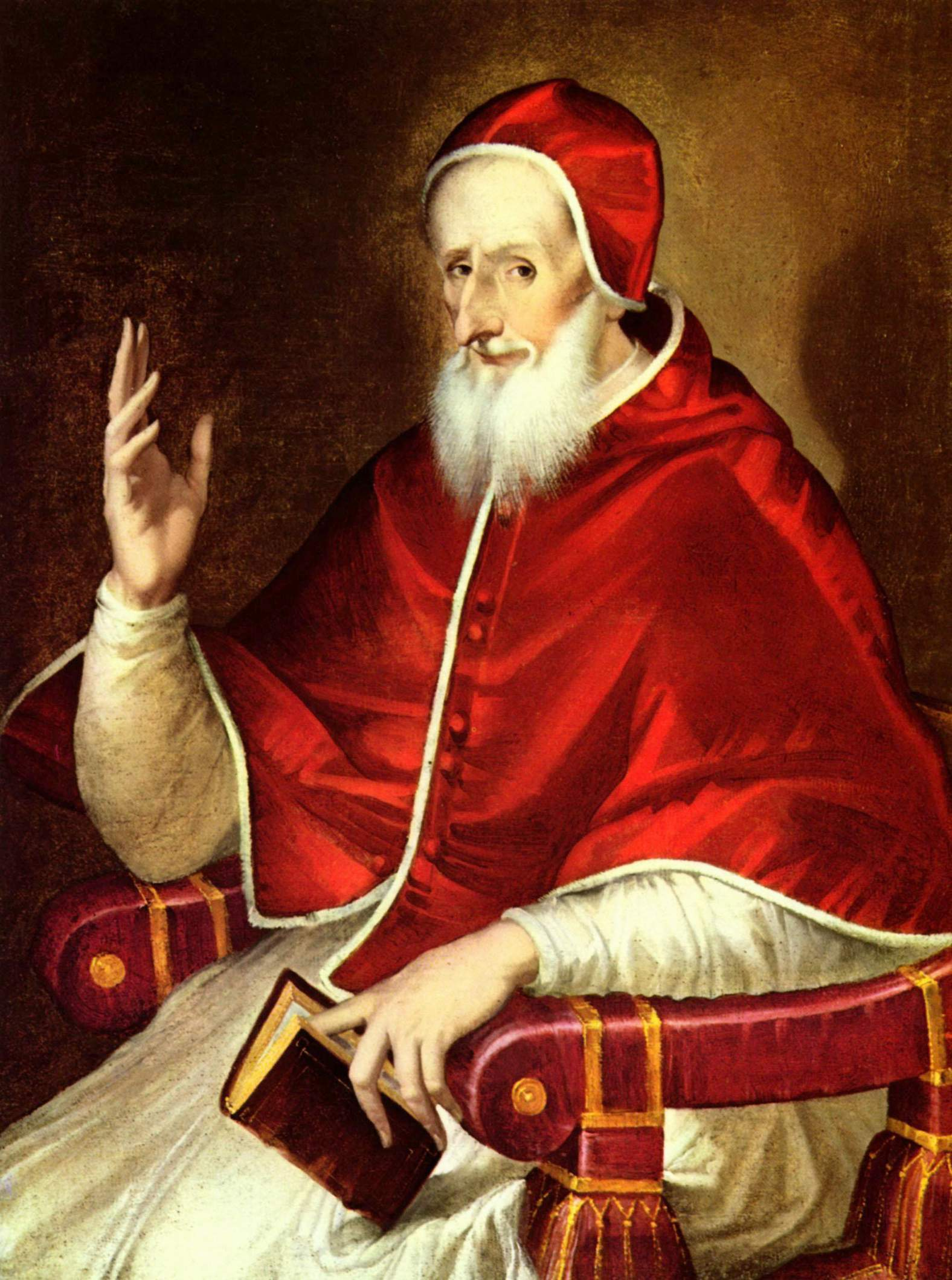
Папа Пий V, который издал буллу, отлучавшую Елизавету от церкви и освобождавшую её подданных от верности ей

Во время правления Елизаветы возникли многочисленные угрозы линии Тюдоров. В 1569 году группа графов во главе с Чарльзом Невиллом, 6-м графом Уэстморлендом, и Томасом Перси, 7-м графом Нортумберлендом, попыталась свергнуть Елизавету и заменить её на Марию Стюарт. В 1571 году протестант, ставший католиком, Томас Говард, 4-й герцог Норфолк, планировал жениться на Марии Стюарт, а затем заменить Елизавету Марией. Заговор, организованный Роберто ди Ридольфо, был раскрыт, и Норфолк был обезглавлен. Следующее крупное восстание произошло в 1601 году, когда Роберт Деверё, 2-й граф Эссекс, попытался поднять лондонский Сити против правительства Елизаветы. Город Лондон отказался бунтовать; Эссекс и большинство его соратников были казнены. Угрозы поступали и из-за границы. В 1570 году папа Пий V издал папскую буллу Regnans in Excelsis, отлучив Елизавету от церкви и освободив её подданных от верности ей. Парламент оказал на Елизавету давление с требованием казнить Марию Стюарт для предотвращения дальнейших попыток заменить её; столкнувшись с несколькими официальными просьбами, она колебалась в решении казнить помазанную королеву. Наконец, она была убеждена в предательском соучастии Марии в заговоре против неё, и в 1586 года она подписала ей смертный приговор. Мария была казнена в замке Фотерингей 8 февраля 1587 года, к возмущению католической Европы.
Есть много неоднозначных причин того, почему же Елизавета так и не вышла замуж. Ходили слухи, что она была влюблена в Роберта Дадли, 1-го графа Лестера, и что во время одной из своих летних поездок по королевству она родила от него внебрачного ребенка. Этот слух был лишь одним из многих, ходивших насчёт их давней дружбы. Однако важнее сосредоточиться на бедствиях, которые многие женщины, как, например, её мать Анна Болейн, пережили из-за того, что вступили в брак с членом королевской семьи. Брак её сестры Марии с Филиппом вызвал большое презрение к Англии, поскольку многие её подданные презирали Испанию и Филиппа и опасались, что он попытается взять полный контроль. Памятуя о пренебрежении отца к Анне Клевской, Елизавета также отказалась вступить в иностранный брак с мужчиной, которого она никогда не видела прежде, так что и это тоже устранило большое количество женихов.

### Последние надежды на наследника из Тюдоров
Несмотря на неопределённость Елизаветинского — а следовательно и Тюдоровского — правления в Англии, королева так и не вышла замуж. Ближе всего она была ко вступлению в брак между 1579 и 1581 годами, когда за ней ухаживал Франсуа Анжуйский, сын Генриха II Французского и Екатерины Медичи. Несмотря на то, что правительство Елизаветы постоянно умоляло её выйти замуж в первые годы её правления, теперь же оно убеждало Елизавету не выходить замуж за французского принца, поскольку его мать, Екатерина Медичи, подозревалась в планировании резни десятков тысяч французских гугенотов в День святого Варфоломея в 1572 году. Елизавета уступила общественному мнению, научившись на опыте сестры Марии I, вышедшей замуж за Филиппа II Испанского, и она отказала герцогу Анжуйскому. Елизавета знала, что продолжение линии Тюдоров более невозможно; в 1581 году ей было 48 лет, и она была слишком стара, чтобы иметь детей.

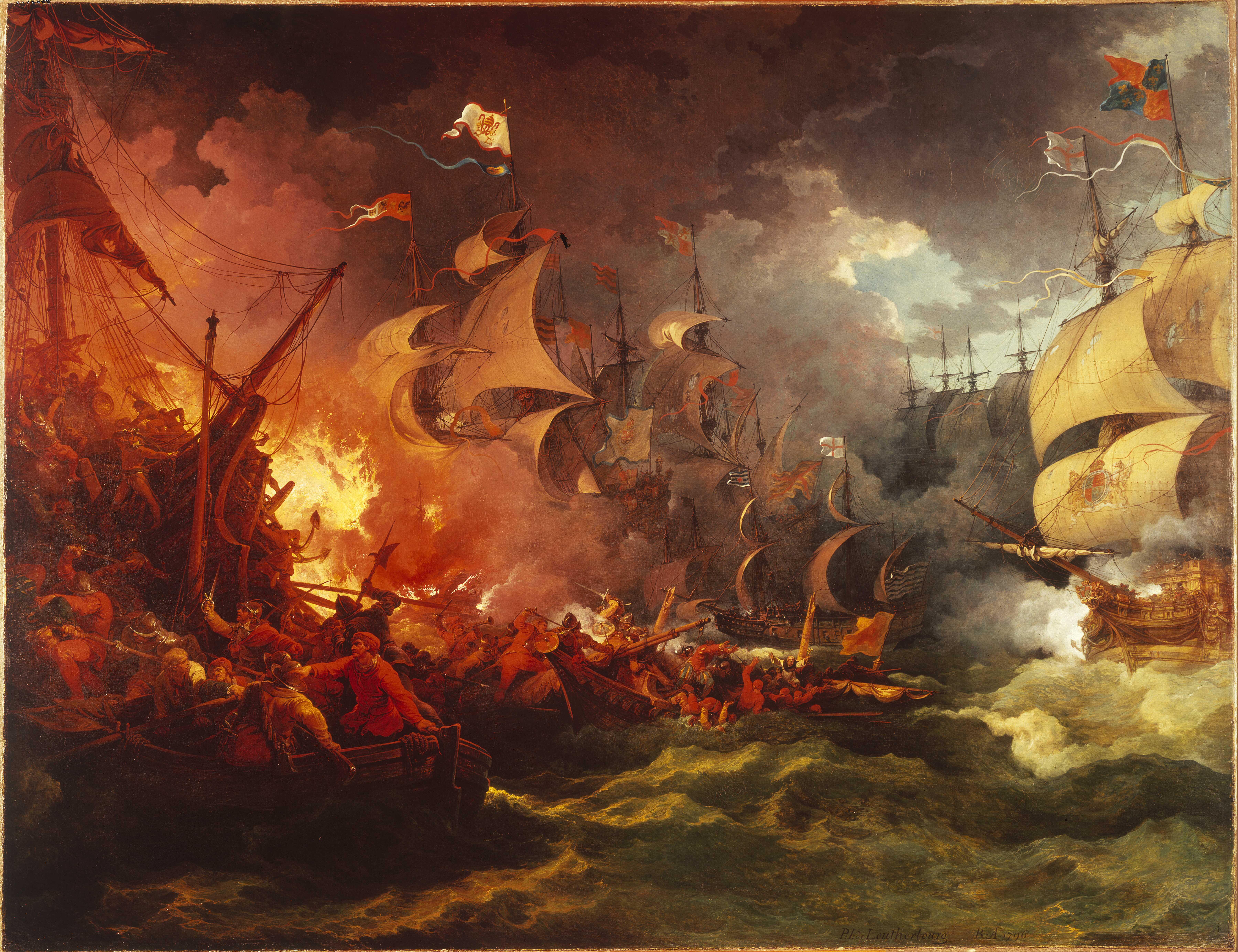
Испанская армада: попытка католической Испании свергнуть Елизавету и взять под контроль Англию

Безусловно, наиболее опасной угрозой линии Тюдоров во время правления Елизаветы была Испанская Непобедимая армада, организованная бывшим женихом Елизаветы Филиппом II Испанским в 1588 году под командованием Алонсо де Гусмана Эль Буэно, 7-го герцога Медина-Сидония. Испанское морское вторжение превосходило по численности 22 галеона английского флота и 108 вооружённых торговых судов. Однако испанцы проиграли в результате плохой погоды на Ла-Манше, из-за плохого планирования и логистики, а также из-за навыков сэра Фрэнсиса Дрейка и Чарльза Говарда, 2-го барона Эффингема (затем и 1-го графа Ноттингема).
Пока Елизавета физически всё больше увядала, управление страной продолжало улучшать жизнь народа. В ответ на голод в Англии из-за неурожая в 1590-е годы, Елизавета ввела закон о бедных, позволив слишком больным крестьянам трудиться на определённое денежное вспомоществование от государства. Все деньги, которые Елизавета заняла у парламента в 12 из 13 парламентских сессий, были возвращены; к моменту смерти Елизавета не только не имела долгов, но и даже раздавала кредиты. Елизавета умерла бездетной в Ричмондском дворце 24 марта 1603 года. Она оставила после себя достопамятное наследие и крепкую монархию. Её цели — хорошо обеспечить себя во всех аспектах управления королевством и знать всё необходимое для того чтобы быть эффективным правителем — были достигнуты. Она принимала участие в юридических, экономических, политических и государственных вопросах как внутри страны, так и за рубежом. Теперь области общественной жизни, некогда строго запрещённые для женского пола, ныне находились под управлением одной женщины.
Елизавета так и не назвала своего преемника. Однако её главный министр сэр Роберт Сесил переписывался с протестантским королём Шотландии Яковом VI, правнуком Маргариты Тюдор, и преемственность Якова на английском престоле не встретила сопротивления. Было, конечно, обсуждение избранного наследника. Утверждали, что Елизавета тоже выбрала бы Якова, поскольку чувствовала себя виноватой за то, что случилось с его матерью, её двоюродной сестрой. Доподлинно неизвестно, так ли это, ибо Елизавета изо всех сил старалась никогда не проявлять эмоций и не поддаваться на различные притязания. Елизавета была сильна и упряма, и она всегда преследовала главную цель: обеспечить лучшее для своего народа и доказать неправоту сомневавшихся в ней, сохраняя самообладание.
Дом Тюдоров сохранился по женской линии, сначала в доме Стюартов, занимавших английский престол на протяжении большей части следующего столетия, а затем и по дому Ганноверов посредством внучки Якова Софии. Король Карл III, член дома Виндзоров, является прямым потомком Генриха VII.

## Сравнения до и после
Общественное вмешательство в дела династий Алой и Белой роз всегда представляло собой угрозу, до объединения Стюартов и Бурбонов в XVII веке, вызванного рядом таких событий как казнь леди Джейн Грей, репутация Лестера в Голландии, Северное восстание (в котором старая вражда Перси-Невиллов и даже анти-шотландские настроения были упразднены из-за религии; Северная Англия разделяла те же авиньонские предубеждения, что и шотландский двор, наравне с Францией под предводительством Валуа и Кастилией, которые и стали основой Контрреформации, когда протестанты были решительно настроены анти-авиньонски), а также смерть бездетной Елизаветы I Английской.
Тюдоры не внесли существенных изменений во внешнюю политику по сравнению с Ланкастерами или Йорками, был ли то союз с Арагоном или герцогством Клевским, их главные иностранные враги оставались в составе Старого Союза, однако Тюдоры возродили старые церковные споры, некогда проводившиеся Генрихом II Английским и его сыном Иоанном Безземельным. Йоркисты были настолько привязаны к старому порядку, что католические восстания (например, «Благодатное паломничество») и устремления (например, Уильяма Аллена) рассматривались как продолжение реакционерства, хотя Тюдоры и не были абсолютными протестантами, как это представлялось на континенте — однако вместо этого они были верны Генри Бофорту, назначая Реджинальда Поула. 
Существенное различие между Тюдорами и их предшественниками состоит в национализации и интеграции идей Джона Уиклифа в англиканскую церковь, помня о сочетании Ричарда II и Анны Чешской, когда гуситские собратья Анны находились в союзе с соотечественниками ее мужа и сторонниками Уиклифа, выступая против авиньонского папства. В остальном Тюдоры отвергали или же подавляли иные религиозные представления, будь то награждение Fidei Defensor от самого Папы или же недопускание их попадания в руки простых мирян, которые могли находиться под влиянием иностранных протестантов, с которыми они беседовали как мученики гонений королевы Марии, так как они проводили стратегию сдерживания, которую использовали ланкастерцы (после того, как их очернил Уот Тайлер), даже несмотря на то, что феномен «рыцарей-лоллардов» (как, например, Джон Олдкасл) сам по себе стал практически национальной сенсацией.
По сути, Тюдоры сочетали политику ланкастерцев (придворная партия) и йоркистов (церковная партия). Генрих VIII, вслед за отцом, пытался расширить балансирование между династиями ради оппортунистского вмешательства в итальянские войны, что имело печальные последствия для его собственных браков и для Папской области; кроме того, король пытался использовать аналогичную тактику для концепции англиканства «серединного пути» (via media). Более позднее сходство было достигнут путём превращения Ирландии в королевство и введения такого же епископского учреждения, что и Англия, с учётом одновременного расширения Англии за счёт аннексии Уэльса.

## Восстания против Тюдоров
Против дома Тюдоров произошли следующие английские восстания:
- Восстания йоркистов против Генриха VII (1486—1487)[32]
  - Первым было восстание братьев Стаффорд и виконта Ловелла в 1486 году, которое было подавлено без боя[33].
  - В 1487 году йоркисты во главе с Джоном де ла Полем, графом Линкольном восстали в поддержку Ламберта Симнела, мальчика, которого называли Эдуардом Плантагенетом, графом Уориком[34], сыном брата Эдуарда IV герцога Кларенса (которого в последний раз видели заключённым в Тауэре). Восстание началось в Ирландии, где традиционно йоркская знать во главе с могущественным Джеральдом Фицджеральдом, графом Килдером, провозгласила Симнела королём и предоставила войска для его вторжения в Англию. Восстание было подавлено, а Линкольн убит в битве при Стоук-Филде[35].
  - Восстание в Йоркшире[англ.] (1489 год)[32] — беспорядки во главе с сэром Джоном Эгремонтом были подавлены графом Сурреем, но не раньше, чем был убит Генри Перси, граф Нортумберленд, собиравший налоги на войну в Бретани[англ.][32].
  - Корнуэльское восстание (1497 г.)[32]
  - Второе восстание корнцев 1497 года — Перкин Уорбек, выдававший себя за Ричарда Шрусбери, младшего из «принцев в Тауэре», высадился в Корнуолле с несколькими тысячами солдат, но вскоре был схвачен и казнён в 1499 г.[36]
- Восстания против Генриха VIII
  - Восстание Amicable Grant (1525 г.)[32]
  - Благодатное Паломничество (1536 г.)[32]
- Восстания против «защитников» Эдуарда VI
  - Восстание корнцев 1549 г. или восстание молитвенников (1549 г.)[37]
  - Восстание Роберта Кета (1549 г.)[37]
- Восстания против Марии I
  - Восстание Уайатта (1554 г.)[37]
- Восстания против Елизаветы I
  - Северное восстание (1569 г.)[37]
  - Восстание графа Эссекса (1601 г.)[37]

| Портрет | Имя                               | Рождение                                 | Дата вступления на трон                                                           | Браки | Смерть                                                                | Происхождение |
| ------- | --------------------------------- | ---------------------------------------- | --------------------------------------------------------------------------------- | --- | --------------------------------------------------------------------- | --- |
|         | Генрих VII                        | 28 января 1457 года Замок Пемброк        | 22 августа 1485 года (коронован в Вестминстерском аббатстве 30 октября 1485 года) | Елизавета Йоркская                                                                                              | 21 апреля 1509 года Ричмондский дворец в возрасте 52 лет              | Происхождение от Эдуарда III Плантагенета по линии его матери леди Маргарет Бофорт |
|         | Генрих VIII                       | 28 июня 1491 года Гринвичский дворец     | 21 апреля 1509 года (коронован в Вестминстерском аббатстве 24 июня 1509 года)     | (1) Екатерина Арагонская (2) Анна Болейн (3) Джейн Сеймур (4) Анна Клевская (5) Кэтрин Говард (6) Катарина Парр | 28 января 1547 года Дворец Уайтхолл в возрасте 55 лет                 | Сын Генриха VII и Елизаветы Йоркской |
|         | Эдуард VI                         | 12 октября 1537 года Дворец Хэмптон-Корт | 28 января 1547 года (коронован в Вестминстерском аббатстве 20 февраля 1547 года)  | — | 6 июля 1553 года Гринвичский дворец в возрасте 15 лет                 | Сын Генриха VIII и Джейн Сеймур |
|         | Джейн (её правление оспаривается) | 1537 год Брадгейт Парк                   | 10 июля 1553 года (никогда не была коронована)                                    | лорд Гилфорд Дадли                                                                                              | 12 февраля 1554 года казнена в лондонском Тауэре в возрасте 16-17 лет | Внучка сестры Генриха VIII, Мэри Брэндон (урождённой Тюдор), герцогини Саффолк. Была провозглашена королевой на основании завещания Эдуарда VI, исключившего из линии наследования своих сестёр Марию и Елизавету вследствие их незаконнорождённости |
|         | Мария I                           | 18 февраля 1516 года Гринвичский дворец  | 19 июля 1553 года (коронована в Вестминстерском аббатстве 1 октября 1553 года)    | Филипп II Испанский                                                                                             | 17 ноября 1558 года Сент-Джеймсский дворец в возрасте 42 лет          | Дочь Генриха VIII и Екатерины Арагонской |
|         | Елизавета I                       | 7 сентября 1533 года Гринвичский дворец  | 17 ноября 1558 года (коронована в Вестминстерском аббатстве 15 января 1559 года)  | — | 24 марта 1603 года Ричмондский дворец в возрасте 69 лет               | Дочь Генриха VIII и Анны Болейн |

## Гербы
| Ранний герб Тюдоров как уэльского аристократического дома | Герб Эдмунда Тюдора, первого графа Ричмонда. Поскольку он был сыном принцессы Франции и несовершеннолетнего уэльского сквайра, пожалование ему этого оружия его сводным братом Генрихом VI признаёт его статус в качестве члена королевской семьи Ланкастеров. | Герб Джаспера Тюдора, герцога Бедфорда и графа Пембрука, брата Эдмунда Тюдора. |

### Гербы монархов
| Герб Генриха VII Английского (1485—1509) и Генриха VIII Английского (1509—1547) в первую половину его правления | Герб Генриха VIII (1509—1547) в более позднюю часть его правления, а также в правление Эдуарда VI (1547—1553) | Герб Марии I (1554—1558) вместе с гербом её мужа, Филиппа II Испанского | Герб Елизаветы I (1558—1603) с её личным девизом: «Semper eadem» или «всегда неизменное». |

В качестве принцев Уэльских Артур, Генрих и Эдуард носили такой герб
| Герб Тюдоров принцев Уэльских (1489—1547) |

### Знаки Тюдоров
Сторонник валлийского дракона чтил валлийское происхождение Тюдоров. Самым популярным символом дома Тюдоров была роза Тюдоров (см. начало страницы). Когда Генрих Тюдор отобрал корону Англии у Ричарда III в битве, он положил конец Войне Алой и Белой розы между Домом Ланкастеров (чей значок был красной розой) и Домом Йорков (чей значок был белой розой). Он женился на Елизавете Йоркской для объединения всех фракций.
После женитьбы Генрих принял знак «Розы Тюдоров», соединявший Белую розу Йорка и Красную розу Ланкастера. Этот знак символизировал право Тюдоров на власть, а также объединение королевства после Войн Алой и Белой розы. Он использовался каждым английским, а затем британским монархом со времён Генриха VII в качестве королевского знака.
| Значок Королевских роз Англии с изображением красной розы Ланкастера, белой розы Йорка и объединённой розы Тюдоров. | Королевский знак Англии «Роза Тюдоров», сочетающий в себе красную розу Ланкастера и белую розу Йорка. | Роза Тюдоров без короны |

| Значок тюдоровского дракона, символизирующий валлийское наследие Тюдоров и союз Уэльса с Англией. | Значок Тюдоровской решетки, взятый у их предков из Бофортов | Коронованный Флер де лис (корона Тюдоров), свидетельствующий о притязаниях на корону Франции. | Коронованная Ирландская арфа (корона Тюдоров), изображающая Тюдоров королями Ирландии. Позднее арфа была включена в королевский герб. |

### Монограммы Тюдоров
Тюдоры также использовали монограммы для саморепрезентации:
| Королевская монограмма английского короля Генриха VIII. | Королевская монограмма английской королевы Елизаветы I. |

## Родословная и имя Тюдоров

### Тюдоровское имя
Как отмечалось выше, Тевдур или Тюдор происходят от слов tud «территория» и rhi «царь». Оуэн Тюдор взял эту фамилию, когда был посвящён в рыцари. Сомнительно, чтобы короли Тюдоров использовали это имя на троне. Короли и принцы не считались нуждавшимися в имени, а «тюдоровское» имя для королевской семьи было практически неизвестно в XVI в. Королевская фамилия никогда не использовалась в официальных публикациях и практически не использовалась в разного рода «историях» до 1584 г.… Монархи не стремились предавать гласности своё происхождение по отцовской линии от валлийского авантюриста, напротив, подчёркивая преемственность историческим английским и французским королевским семьям. Их подданные не думали о них как о «Тюдорах» или о себе как о «людях Тюдоров» (Tudor people). Принцы и принцессы были известны под именем «английских». Средневековая практика обращения к придворным людям по месту их рождения (например, Генрих Болингброк вместо Генриха IV или Генрих Монмут вместо Генриха V) больше не использовалась. Генрих VII, вероятно, был бы известен под именем «Генриха Ричмондского» до вступления на престол. Когда Ричард III назвал его «Генрихом Тюдором», это должно было подчеркивать его валлийское происхождение и его непригодность для престола, в отличие от него, «Ричарда Плантагенета», «настоящего» потомка королевской линии.

## В культуре
Многочисленные художественные фильмы основываются на истории дома Тюдоров. Королева Елизавета на протяжении многих поколений пользуется особым фаворитом кинематографистов. По словам Элизабет А. Форд и Деборы К. Митчелл, образы Елизаветы I различны: «перематывая историю кино, это незабываемые, культовые образы: величественная осанка, рыжие парики, высокий лоб, длинный аристократический нос, алебастровый макияж, жемчужные серьги, жёсткие, богато украшенные воротники, пальцы, усыпанные драгоценными камнями, и платья из белого атласа, лилового бархата, золота и серебра, украшенные и сверкающие рубинами, бриллиантами и ещё большим количеством жемчуга. Даже школьнику трудно спутать её с любым другим монархом».
- Частная жизнь Елизаветы и Эссекса (1939), фильм с Бетт Дэвис, Эрролом Флинном и Оливией де Хэвилленд в главных ролях
- Человек на все времена, пьеса Роберта Болта, поставленная для радио, телевидения и сцены, премьера которой состоялась в 1960 г.
  - Человек на все времена (фильм 1966 года)
  - Человек на все времена (фильм, 1988)
- Тысяча дней Анна (1969), британская костюмированная драма
- Елизавета: Королева английская (1971), телесериал BBC
- Елизавета (1998), фильм с Кейт Бланшетт в главной роли
  - Елизавета: Золотой век (2007), продолжение
- Ещё одна из рода Болейн (2001), исторический роман Филиппы Грегори, основанный на Марии Болейн, сестре королевы Анны Болейн.
  - Ещё одна из рода Болейн (фильм, 2003 г.)
  - Ещё одна из рода Болейн (фильм, 2008 г.)
- Генрих VIII (2003), британский телесериал, состоящий из двух частей, с Рэем Уинстоном в главной роли.
- Елизавета I (2005), телевизионная драма
- Королева-девственница (2005), совместное производство BBC и Power, мини-сериал из четырёх частей, основанный на жизни королевы Елизаветы I, с Энн-Мари Дафф в главной роли.
- Тюдоры (2007—2010), исторический художественный телесериал британского / ирландского / канадского производства, основанный на правлении Генриха VIII .
- "Дочь короля: Роман о первой королеве Тюдоров " (2008) Сандры Уорт описывает истоки правления Тюдоров.
- Царство (телесериал) (2013—2017), четырехсезонный телесериал, в общих чертах основанный на жизни Марии, королевы Шотландии, а в поздних сезонах — Елизаветы I из Англии .
- Белая принцесса (2017), восьмисерийный сериал, созданный Starz по роману Филиппы Грегори, в котором основное внимание уделяется раннему правлению Генриха VII и его королевы Елизаветы Йоркской после его победы в битве при Босворте, в самом начале эпохи Тюдоров.
- Ужасные истории: Ужасные Тюдоры[42]
- Мюзикл «Шесть» 2017 года вдохновлён историями шести жён Генриха VIII.
- В спецвыпуске «День Доктора», посвящённом 50-летию сериала «Доктор Кто», Елизавета I выступает одним из второстепенных персонажей.